# Аркари, Пьетро
Пьетро Аркари (итал. Pietro Arcari; 2 декабря 1909, Казальпустерленго — 8 февраля 1988, Кремона) — итальянский футболист, правый нападающий. Чемпион мира 1934 года.

## Карьера
Пьетро Аркари родился в футбольной семье, все два его брата играли в футбол, а один из них Бруно, даже появлялся в национальной сборной, Пьетро начал свою карьеру в клубе «Милан» дебютировав в составе 12 октября 1930 года в матче с клубом «Алессандрия», который миланцы проиграли 0:3, затем выступал за «Дженоа», отыграв за эти два клуба 256 матчей в серии А, в которых 83 раза отличился. В игре за «Дженоа», в марте 1937 года против клуба «Фиорентина» Аркари был участником любопытного эпизода, когда он забил гол в ворота «фиалок», но арбитр на линии мяч не засчитал из-за несуществующего офсайда, но главный судья гол засчитал и удалил линейного судью с поля, после чего арбитр на линии был заменён. Затем Аркари выступал за клуб серии С «Кремонезе», а завершил карьеру в «Наполи».
В 1934 году Аркари поехал в составе сборной на чемпионат мира, который итальянцы выиграли, но Пьетро в составе национальной команды ни разу не выходил.

## Достижения
- Чемпион мира: 1934
- Обладатель кубка Италии: 1937